# Ricardo Albertazzi
Ricardo Albertazzi (Itália, ? — Porto Alegre, março de 1896) foi um pintor, desenhista e professor ítalo-brasileiro.
Chegou ao Brasil em 1883, radicando-se em Porto Alegre. Bem cedo conquistou o favor do público expondo retratos a óleo e crayon nas vitrines da Livraria Americana, já que na época não havia galerias de arte na cidade. O mercado era muito limitado, e para viver em 1885 já abria um curso de figura e paisagem, que manteria por muitos anos. Procurou atrair mais alunos oferecendo técnicas ali desconhecidas, como a pirogravura, e deu aulas também nos educandários particulares de Inácio Montanha e Apeles Porto-Alegre e na Escola Normal do governo.
Sua produção em pintura e desenho parece ter sido relativamente extensa para curto período em que permaneceu em atividade, privilegiando quase exclusivamente o retrato, gênero mais apreciado e rentável, mas um elenco de sua obra completa ainda não foi realizado e a maioria está em local desconhecido. Embora a imprensa da época o tenha consagrado e registre numerosos e efusivos elogios ao seu trabalho, na análise de Athos Damasceno ele foi um artista correto e imaginativo, mas não de qualidade excepcional. Não obstante, deixou uma marca sensível no meio ainda acanhado em que atuou. Seu legado mais importante foi o magistério, formando um grande número de alunos e contribuindo para aprimorar o gosto local, expandir o mercado e manter o público atualizado com as tendências artísticas que estavam mais em voga na Europa. Entre seus alunos destaca-se Libindo Ferrás.